# Walter Plunkett
Walter Plunkett (* 5. Juni 1902 in Oakland, Kalifornien; † 8. März 1982 in Santa Monica) war ein US-amerikanischer Kostümbildner.

## Leben

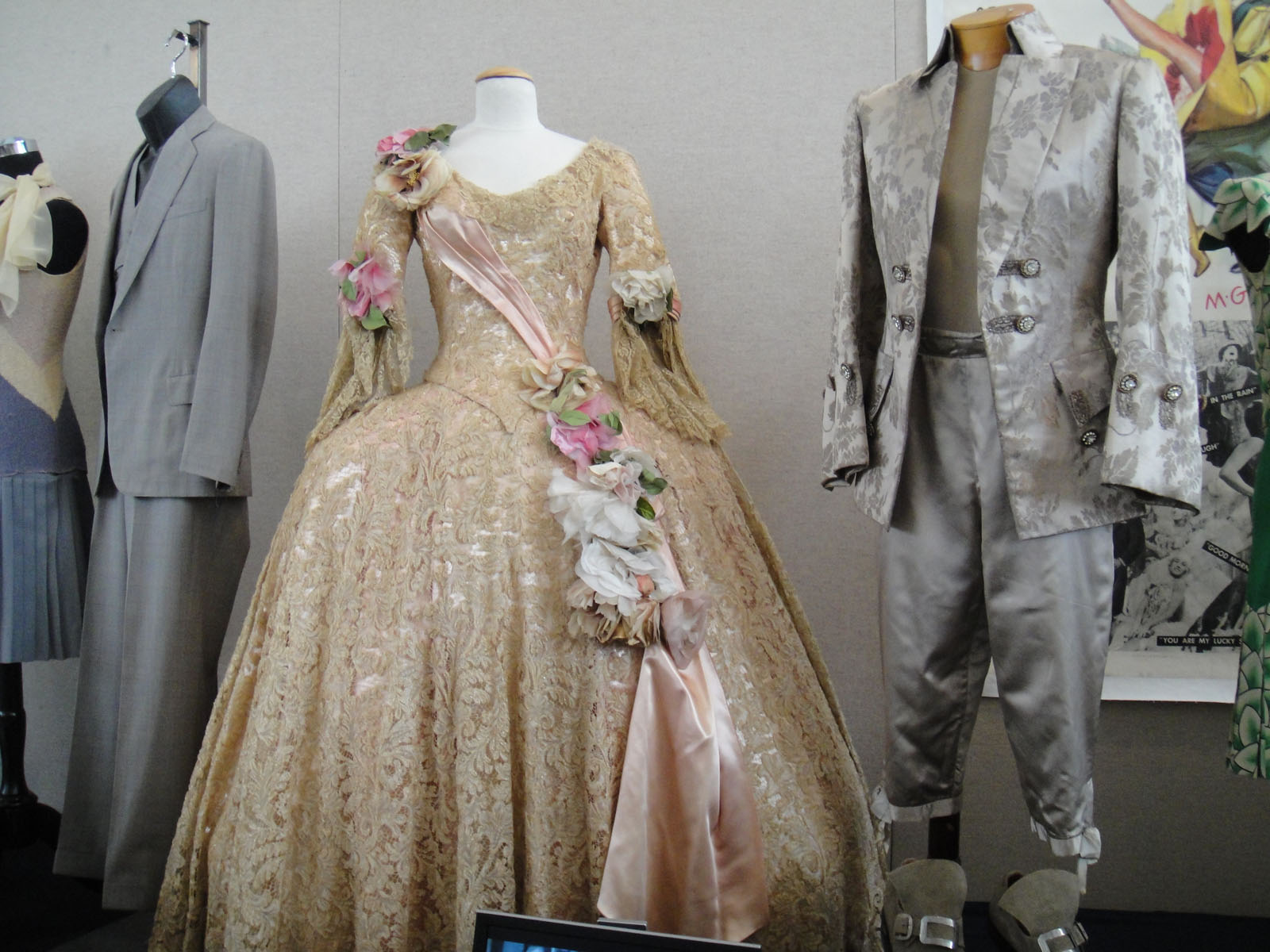
Kostüme von Jean Hagen und Gene Kelly aus dem Film Singin’ In The Rain (1952)

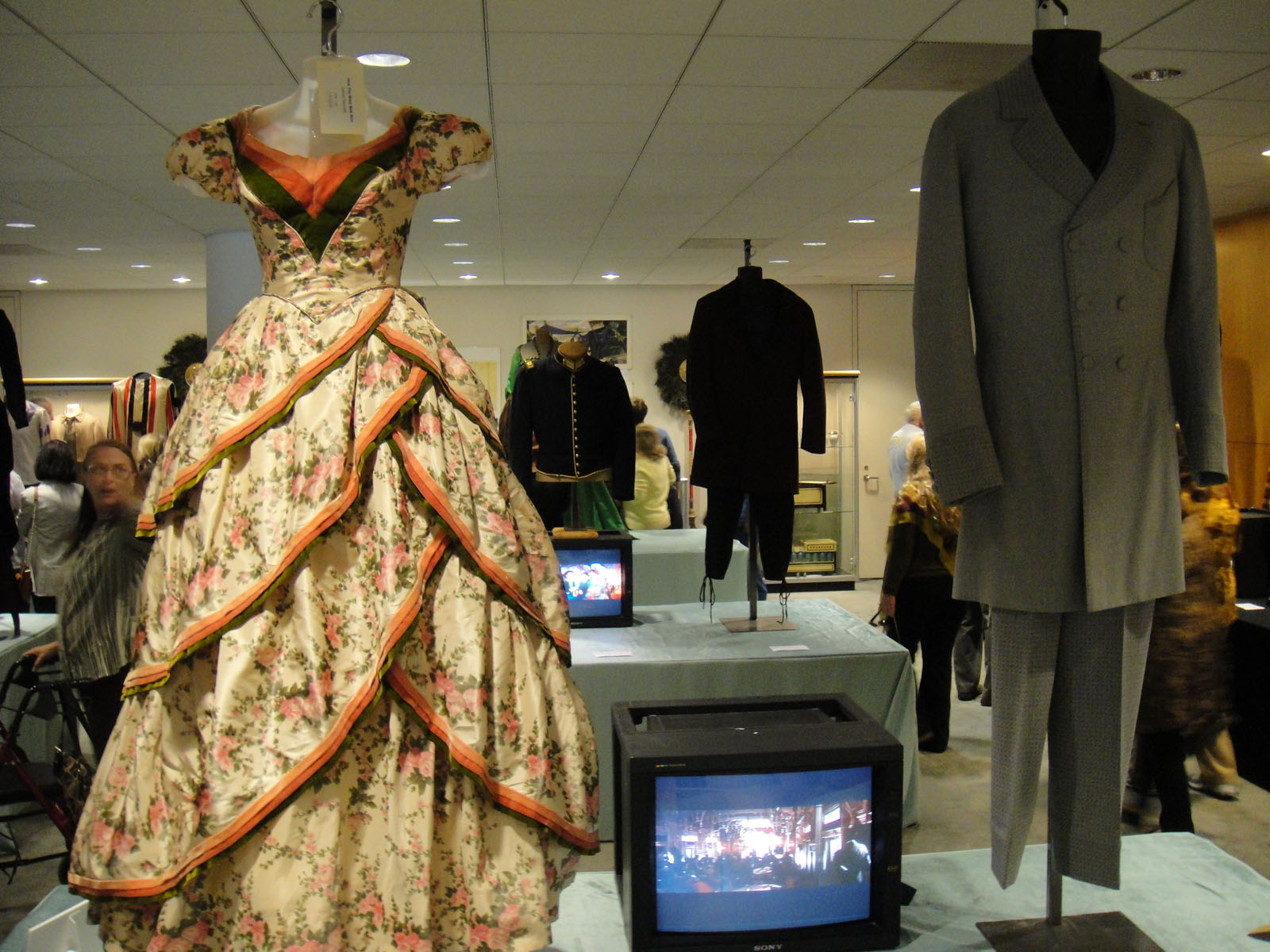
Kostüme von Debbie Reynolds und Gregory Peck aus Das war der Wilde Westen (1962)

Plunkett studierte Jura an der Universität von Kalifornien, als er sich für das Theater zu interessieren begann. Er spielte zunächst als Schauspieler an Studentenbühnen und begann außerdem die Bühnenbilder und Kostüme zu entwerfen. Schließlich ging er nach New York City, konnte sich allerdings, außer bei einigen Auftritten in Greenwich Village, nicht als Schauspieler profilieren. 1925 kam er zurück nach Kalifornien und versuchte Schauspieler in Hollywood zu werden. Sein Talent für das Entwerfen von Kostümen war jedoch größer und im Jahr 1927 entwarf er seine ersten Kostüme für einen Hollywoodfilm. Bereits in den 1930er Jahren, als Chefkostümbildner bei RKO, war er einer der wichtigsten Kostümbildner Hollywoods. Trotz zahlreicher Erfolge der Filme, für die er die Kostüme entwarf, erhielt er im Laufe seiner Karriere nur einen Oscar: 1952 für Ein Amerikaner in Paris, den er mit Orry-Kelly und Irene Sharaff teilen musste. Plunkett hatte nur die Ballkostüme entworfen.

## Filmografie (Auswahl)
- 1928: Chicago nach Mitternacht (Chicago After Midnight) – Regie: Ralph Ince
- 1933: Carioca (Flying Down to Rio) – Regie: Thornton Freeland
- 1933: Christopher Strong – Regie: Dorothy Arzner
- 1934: Of Human Bondage – Regie: John Cromwell
- 1934: The Age of Innocence – Regie: Philip Moeller
- 1934: Anne of Green Gables – Regie: George Nichols Jr.
- 1934: The Life of Vergie Winters – Regie: Alfred Santell
- 1937: The Soldier and the Lady
- 1937: Denen ist nichts heilig (Nothing Sacred) – Regie: William A. Wellman
- 1938: Die Abenteuer des Tom Sawyer (The Adventures of Tom Sawyer) – Regie: Norman Taurog
- 1939: Stagecoach – Regie: John Ford
- 1939: Black River (Allegheny Uprising) – Regie: William A. Seiter
- 1939: Vom Winde verweht (Gone with the Wind) – Regie: Victor Fleming
- 1939: Der Glöckner von Notre Dame (The Hunchback of Notre Dame) – Regie: William Dieterle
- 1942: Commandos Strike at Dawn
- 1943: Auf ewig und drei Tage (Forever and a Day)
- 1944: Knickerbocker Holiday
- 1945: Polonaise (A Song to Remember) – Regie: Charles Vidor
- 1947: Endlos ist die Prärie (The Sea of Grass) – Regie: Elia Kazan
- 1948: Die drei Musketiere (The Three Musketeers) – Regie: George Sidney
- 1948: Ein Bandit zum Küssen (The Kissing Bandit) – Regie: László Benedek
- 1949: Kleine tapfere Jo (Little Women) – Regie: Mervyn LeRoy
- 1949: Madame Bovary und ihre Liebhaber (Madame Bovary)
- 1950: Die Letzten von Fort Gamble (Ambush) – Regie: Sam Wood
- 1950: The Magnificent Yankee – Regie: John Sturges
- 1950: Einmal eine Dame sein (Two Weeks with Love)  – Regie: Roy Rowland
- 1950: Duell in der Manege (Annie Get Your Gun) – Regie: George Sidney
- 1950: Wilde Jahre in Lawrenceville (The Happy Years) – Regie: William A. Wellman
- 1950: Blutiger Staub (The Outriders) – Regie: Roy Rowland
- 1951: Mississippi-Melodie (Show Boat) – Regie: George Sidney
- 1951: Ein Amerikaner in Paris (An American in Paris) – Regie: Vincente Minnelli
- 1951: Kind Lady
- 1951: Drei auf Abenteuer (Soldiers Three) – Regie: Tay Garnett
- 1951: Der Mann in Schwarz (The Man with a Cloak) – Rwgie: Fletcher Markle
- 1952: Du sollst mein Glücksstern sein (Singin’ in the Rain) – Regie: Stanley Donen
- 1952: Die goldene Nixe (Million Dollar Mermaid)
- 1952: Stärker als Ketten (Carbine Williams) – Regie: Richard Thorpe
- 1953: Küß mich, Kätchen (Kiss Me Kate) – Regie: George Sidney
- 1953: Theaterfieber (The Actress) – Regie: George Cukor
- 1953: Die Thronfolgerin (Young Bess) – Regie: George Sidney
- 1953: Die schwarze Perle (All the Brothers Were Valiant) – Regie: Richard Thorpe
- 1954: Eine Braut für sieben Brüder (Seven Brides for Seven Brothers)- Regie: Stanley Donen
- 1955: Das Schloß im Schatten (Moonfleet)
- 1954: Alt Heidelberg (The Student Prince)
- 1956: Alarm im Weltall (Forbidden Planet) – Regie: Fred M. Wilcox
- 1956: Vincent van Gogh – Ein Leben in Leidenschaft (Lust for Life) – Regie: Vincente Minnelli
- 1957: Das Land des Regenbaums (Raintree County) – Regie: Edward Dmytryk
- 1957: Schlucht des Verderbens (Gun Glory) – Regie: Roy Rowland
- 1958: König der Spaßmacher (Merry Andrew) – Regie: Michael Kidd
- 1958: Die Brüder Karamasov (The Brothers Karamazov) – Regie: Richard Brooks
- 1958: Verdammt sind sie alle (Some Came Running) – Regie: Vincente Minnelli
- 1958: In Colorado ist der Teufel los (The Sheepman) – Regie: George Marshall
- 1960: Cimarron – Regie: Anthony Mann
- 1961: Die unteren Zehntausend (Pocketful of Miracles) – Regie: Frank Capra
- 1962: Das war der Wilde Westen (How the West Was Won) – Regie: John Ford und Henry Hathaway
- 1966: Sieben Frauen (7 Women) – Regie: John Ford